# Sewan (jezioro)
Sewan (orm. Սևան լիճ – Sewan licz) – największe jezioro w Republice Armenii, a także największe jezioro Kaukazu i jedno z najwyżej położonych jezior świata (1899 m n.p.m.). Położone jest w odległości 60 km na północny wschód od Erywania w prowincji Gegharkunik. Razem z jeziorami Wan i Urmia nazywane jest jednym z trzech mórz Armenii (jako jedyne spośród nich leży na terytorium współczesnej Republiki Armenii). Jezioro chronione jest przez Sewański Park Narodowy od czasu jego utworzenia w 1978, kiedy jeszcze Armenia była jedną z republik ZSRR. Ponadto jest objęte konwencją ramsarską od 6 lipca 1993.

## Warunki naturalne
Jezioro leży na wysokości około 1899 m n.p.m. (stan 31 grudnia 2007). Spływa do niego 28 rzek, a wypływa jedna rzeka – Hrazdan. Niecka jeziora zajmuje około ⅙ powierzchni Armenii. Mineralizacja wody – 700 mg/l. Sewan leży w śródgórskiej kotlinie. U wybrzeża średnia temperatura w styczniu wynosi –6 °C, w czerwcu 16 °C (średnia roczna temperatura: 5 °C). Okres wegetacji wynosi 190 dni. Średnia roczna suma opadów waha się między 340 a 720 mm; z tego około 37% przypada na wiosnę.
Po zbudowaniu 6-piętrowej kaskady elektrowni na rzece Hrazdan poziom jeziora obniżył się; przed 1933 jego powierzchnia liczyła 1416 km², znajdowało się na wysokości 1916 m n.p.m., a jego objętość wynosiła 58,5 km³. Skutkiem obniżenia poziomu wody było osuszanie się okolicznych mokradeł; problem rozwiązano budując kanał długości 49 km dostarczający wodę z rzeki Arpa.

## Szata roślinna
W wodach jeziora występują liczne glony oraz 19 gatunków reprezentujących 9 rodzajów roślin naczyniowych. Najbardziej zróżnicowane są rdestnice Potamogeton reprezentowane przez 7 gatunków (w tym rdestnica przeszyta P. perfoliatus) i rzęsy Lemna. Rośnie tu poza tym: rogatek sztywny Ceratophyllum demersum, zamętnica błotna Zannichellia palustris, wywłócznik okółkowy Myriophyllum verticillatum, pływacz zwyczajny Utricularia  vulgaris.
Obszar lądowy w strefie dawnego litoralu (położony między obecnymi brzegami a drogami okalającymi jezioro), do około 20 m nad poziom jeziora, pokrywają tereny zalesione głównie sosnami Pinus, topolami Populus, oliwnikami Elaeagnus, rokitnikiem Hippophae rhamnoides. W trawiastym runie rosną tu takie gatunki jak: sałata tatarska Lactuca tatarica, bylica austriacka Artemisia austriaca, Cleome ornithopodioides oraz różne gatunki z rodzajów pięciornik Potentilla, turzyca Carex, przetacznik Veronica.

## Fauna
W jeziorze Sewan występuje 6 gatunków ryb, w tym endemiczny pstrąg (Salmo ischchan). Pozostałe to m.in. Barbus goctschaicus, chramula pospolita (Varicorhinus capoeta) podg. sevangi. W okolicy jeziora występuje 18 gatunków gadów (głównie na północno-wschodnim wybrzeżu), 4 gatunki płazów oraz 36 gatunków ssaków.

### Awifauna
Na jeziorze i w okolicy stwierdzono 210 gatunków ptaków. Od 2000 roku BirdLife International uznaje jezioro i jego najbliższą okolicę za ostoję ptaków IBA. Za gatunki, których występowanie zaważyło na tej decyzji wymienia gęś małą (Anser erythropus), podgorzałkę (Aythya nyroca) oraz mewę romańską (Larus michahellis). Jezioro jest ważnym miejscem dla ptaków migrujących, które skupiają się w jego okolicy szczególnie od października do grudnia, zanim jego powierzchnia zamarznie. Zatrzymują się tu na przykład łabędź niemy (Cygnus olor) i rzadkie gatunki, jak czapla biała (Ardea alba), ibis kasztanowaty (Plegadis falcinellus), łabędź krzykliwy (Cygnus cygnus) i żuraw stepowy (Grus virgo). Licznie gnieżdżą się łyski (Fulica atra), krzyżówki (Anas platyrhynchos) i mewy armeńskie (L. armenicus) (16% populacji gnieździ się na jeziorze).